# Edificio Winterthur
El edificio Winterthur, también conocido como la casa de las cejas por la forma de sus ventanales cubiertos con un tipo de parasoles en forma de cejas, es una finca del año 1969 del arquitecto suizo Marc-Joseph Saugey, localizada en la plaza de Francesc Macià 10 de Barcelona, España. Con nueve pisos y una altura de 39,30 metros, su primer propietario fue la compañía de seguros suiza Winterthur, que le dio el nombre. En 2003, Winterthur lo vendió a Reig Capital y con posterioridad fue adquirido por la firma de private equity Squircle Capital, que lo convirtió en el primer edificio residencial super prime de Barcelona. La obra realizada por el arquitecto brasileño Marcio Kogan y su estudio MK27 para reconfigurar la torre de oficinas como edificio residencial fue galardonada con el premio a la mejor rehabilitación creativa del World Festival of Interiors en 2018. Las viviendas vendidas en el edificio llegaron a alcanzar 20 000 euros por metro cuadrado, el precio más elevado en España en ese momento.